# Plus fort que moi
Plus fort que moi est un roman autobiographique de Guillaume Dustan paru chez P.O.L. en 1998.

## Résumé
Dans le dernier tome de sa trilogie « autopornographique », entamée avec Dans ma chambre et Je sors ce soir, Guillaume Dustan propose un récit fragmentaire et elliptique de son voyage à travers le sexe et plus précisément l'homosexualité, des années 70 (prologue) jusqu'à la fin de l'écriture du livre. Sorte « d'Odyssée du sexe », c'est en ces termes que l'auteur parle de l'œuvre : 
« [C'est] une histoire de ma vie sexuelle qui était aussi une découverte, un voyage dans les contrées sauvages et inconnues du sexe, peuplées de monstres divers. Ma "vie sexuelle". Un truc en fait assez peu exploré par la littérature, alors que dans la vie de chacun il y a des transformations incroyables, profondes, dans le rapport à ces choses-là au cours de la vie ou de périodes suffisamment longues de la vie. Encore une fois l'idée était de donner de l'importance à des choses dont on ne parle pas et qui sont pourtant de l'essence même de la définition de soi. »
Plus fort que moi apparaît comme un récit initiatique - sexuellement, sentimentalement et spirituellement parlant. Quête identitaire, l'œuvre montre un narrateur découvrant sa contamination par le VIH, et décidant de partager cette exploration de soi. Dans Plus fort que moi, Dustan aborde ses pratiques sado masochistes mais d'après Hugo Marsan du journal Le Monde, le livre est le moins réussi de la trilogie, même si l'effet de provocation demeure à travers la description de scène de sexe collectives dans ce que Dustan appelle le ghetto (quartier du Marais).
Selon Ârash Aminian Tabrizi, l'auteur  construit le livre autour de l'apprentissage des pratiques sexuelles tout en questionnant le rapport aux normes et à la transgression. Le livre est considéré comme un exemple de Bildungroman sexuel et un manifeste post-pornographique dans lequel sont abordés aussi la question de l'éthique et de la responsabilité, puisque Dustan y décrivent la pratique du barebacking entre adultes consentants et porteurs du VIH.

## Éditions
- Plus fort que moi, P.O.L., 1998a (de) Exzess, Berlin, Bruno Gmunder Verlag.